# Silvia Valsecchi
Silvia Valsecchi (Lecco, 19 de julho de 1982) é uma desportista italiana que compete em ciclismo nas modalidades de pista, especialista nas provas de perseguição, e rota.
Ganhou uma medalha de bronze no Campeonato Mundial de Ciclismo em Pista de 2018 e cinco medalhas no Campeonato Europeu de Ciclismo em Pista entre os anos 2014 e 2018.
Em estrada obteve uma medalha de bronze no Campeonato Europeu de Ciclismo em Estrada de 2019, na contrarrelógio por relevos mistos.
Participou nos Jogos Olímpicos de Verão de 2016, ocupando o 6.º lugar na prova de perseguição por equipas.

## Medalheiro internacional

### Ciclismo em pista
| Campeonato Mundial | Campeonato Mundial         | Campeonato Mundial | Campeonato Mundial      |
| Ano                | Lugar                      | Medalha            | Competição              |
| ------------------ | -------------------------- | ------------------ | ----------------------- |
| 2018               | Apeldoorn ( Países Baixos) | Medalha de bronze  | Perseguição por equipas |
| Campeonato Europeu |                            |                    |                         |
| Ano                | Lugar                      | Medalha            | Competição              |
| 2014               | Baie-Mahault ( França)     | Medalha de bronze  | Perseguição por equipas |
| 2016               | Saint-Quentin ( França)    | Medalha de ouro    | Perseguição por equipas |
| 2017               | Berlim ( Alemanha)         | Medalha de ouro    | Perseguição por equipas |
| 2017               | Berlim ( Alemanha)         | Medalha de bronze  | Perseguição individual  |
| 2018               | Glasgow ( Reino Unido)     | Medalha de prata   | Perseguição por equipas |

### Ciclismo em estrada
| Campeonato Europeu | Campeonato Europeu       | Campeonato Europeu | Campeonato Europeu                |
| Ano                | Lugar                    | Medalha            | Competição                        |
| ------------------ | ------------------------ | ------------------ | --------------------------------- |
| 2019               | Alkmaar ( Países Baixos) | Medalha de bronze  | Contrarrelógio por relevos mistos |

## Palmarés
| 2005 - 3.ª no Campeonato da Itália Contrarrelógio 2006 - Campeonato da Itália Contrarrelógio 2007 - 3.ª no Campeonato da Itália Contrarrelógio 2008 - 3.ª no Campeonato da Itália Contrarrelógio 2009 - 3.ª no Campeonato da Itália Contrarrelógio 2010 - 2.ª no Campeonato da Itália Contrarrelógio 2011 - 3.ª no Campeonato da Itália em Estrada - 2.ª no Campeonato da Itália Contrarrelógio | 2012 - 1 etapa da Volta a El Salvador - 2.ª no Campeonato da Itália em Estrada 2013 - Grand Prix El Salvador - 3.ª no Campeonato da Itália Contrarrelógio 2015 - Campeonato da Itália Contrarrelógio 2016 - 1 etapa do Tour da Bretanha Feminino - 3.ª no Campeonato da Itália Contrarrelógio 2017 - 3.ª no Campeonato da Itália Contrarrelógio - 1 etapa do Tour Cycliste Féminin International de l'Ardèche |